# Liste des parcs d'État de l'Arizona

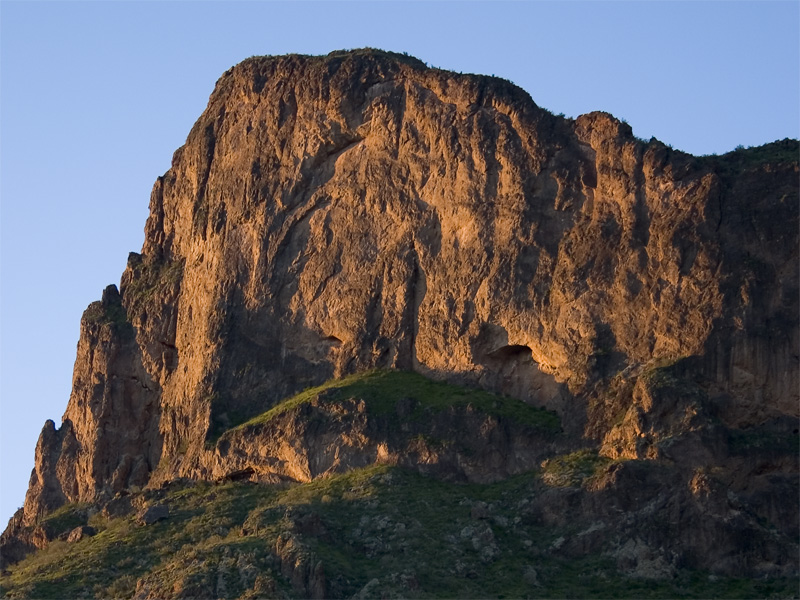
Picacho Peak

Liste des parcs d'État de l'Arizona aux États-Unis d'Amérique par ordre alphabétique.
- Alamo Lake
- Boyce Thompson Arboretum
- Buckskin Mountain
- Catalina
- Cattail Cove
- Dead Horse Ranch
- Fool Hollow Lake
- Fort Verde
- Homolovi Ruins
- Jerome
- Kartchner Caverns
- Lake Havasu
- Lost Dutchman
- Lyman Lake
- McFarland
- Oracle
- Patagonia Lake
- Picacho Peak
- Red Rock
- Riordan Mansion
- Roper Lake
- San Rafael Ranch
- Slide Rock
- Sonoita Creek
- Tombstone Courthouse
- Tonto Natural Bridge
- Tubac Presidio
- Yuma Crossing
- Yuma Territorial Prison